# 贝尔茨多夫-赫尔尼茨
贝尔茨多夫-赫尔尼茨（德語：Bertsdorf-Hörnitz）是德国萨克森州的市镇，隶属于格尔利茨县。总面积为18平方千米，截至2023年12月31日总人口为2,006人。